# 1778

## Събития
- Джеймс Кук открива Хавайските острови

## Родени
- Джоузеф Ланкастър, английски учител
- 9 (20) септември – Фадей Белингсхаузен, руски мореплавател и откривател
- 4 февруари – Огюстен Пирам дьо Кандол, швейцарски ботаник
- 25 февруари – Хосе де Сан Мартин, Южноамерикански генерал, революционер и държавник
- 23 август – Хьоне Вронски, полски философ и математик
- 9 септември – Клеменс Брентано, немски поет
- 14 ноември – Йохан Непомук Хумел, именит музикант от епоха на преход
- 17 декември – сър Хъмфри Дейви, английски химик
- 19 декември – Мари Терез Шарлот, френска принцеса

## Починали
- 10 януари – Карл Линей, шведски ботаник, създател на съвременната биологическа таксономия
- 11 май – Уилям Пит-старши, британски политик
- 30 май – Волтер, френски писател и философ
- 2 юли – Жан-Жак Русо, френски философ
- 9 ноември – Джовани Пиранези, италиански художник и архитект